# Chiesa dei Santi Giusto e Clemente (Borgo a Mozzano, Partigliano)
La chiesa dei Santi Giusto e Clemente è un edificio sacro che si trova in località Partigliano a Borgo a Mozzano.

## Storia e descrizione
Il campanile antico, non più leggibile nella struttura originaria a seguito dei danni subiti nel terremoto del 1920, è parzialmente inserito nella facciata della chiesa, a prova dell'esistenza di una chiesa precedente, dalle dimensioni più contenute. Davanti ad essa un grande loggiato poggia su archi di cotto antico. L'interno, a una sola navata e con abside rettangolare, mostra i segni di una ristrutturazione barocca.
Fra le opere, il dipinto del coro, rappresentante la Madonna col Bambino e i santi Clemente, Lucia, Giusto e Caterina d'Alessandria del celebre allievo del Tiepolo il Maestro Giuseppe Antonio Luchi, detto il Diecimino (metà del Settecento), e le due statue in legno policromo dell'Annunciata e dell'Angelo annunciante, risalenti alla fine del XIV secolo, le opere eponime dell'anonimo intagliatore lucchese chiamato Maestro di Partigliano. Le sculture del maestro sono caratterizzate, come qui, da un'accentuata, allungata verticalità cilindrica delle figure, concluse da teste di stretta, regolare forma ovale.